# Václav Chmelík
MUDr. Václav Chmelík, DrSc. (ur. 18 czerwca 1904 w miejscowości Poleň, zm. 3 grudnia 1982 w Kladnie) – czeski lekarz ginekolog, w młodości lekkoatleta reprezentujący Czechosłowację.
Ukończył studia na wydziale lekarskim Uniwersytetu Karola w Pradze w 1928. Uzyskał specjalizację z ginekologii i położnictwa. Od 1960 kandydat nauk, następnie doktor nauk (odpowiednik doktora habilitowanego). Docent ginekologii. Pracował w szpitalach w Pardubicach (1930–1932), Pilznie (1932–1933), Pradze (1933–1939), Taborze (1939–1941), Litomyšlu (1941–1945) i Moście (1945–1947). Od 1947 do 1974 był ordynatorem oddziału ginekologiczno–położniczego w Kladnie. Pełnił funkcję ginekologa krajskiego (wojewódzkiego). Zasłużył się upewszechnieniem profilaktyki ginekologicznej. 
Jako lekkoatleta specjalizował się w pchnieciu kulą i rzucie oszczepem. Zdobył brązowy medal w pchnięciu kulą na akademickich mistrzostwach świata w 1928 w Paryżu.
Był mistrzem Czechosłowacji w rzucie oszczepem w latach 1923, 1925–1927 i 1932 oraz w pchnięciu kulą w latach 1925–1927, wicemistrzem w pchnięciu kulą w latach 1924 i 1928–1931, w rzucie dyskiem w 1925, 1926 i 1928, w rzucie młotem w 1927, w rzucie dyskiem oburącz w 1928 oraz w rzucie oszczepem w 1930, a także brązowym medalistą w pchnięciu kulą oburącz w 1928 oraz w rzucie dyskiem w 1930 i 1933.
Był rekordzistą Czechosłowacji w pchnięciu kulą (13,85 m 23 lipca 1927 w Pardubicach) i dwukrotnie w rzucie oszczepem (do rezultatu 61,46 m uzyskanego 26 czerwca 1932 w Brnie). Rekord życiowy Chmelíka wynosił w pchnięciu kulą 14,01 m (1928), a w rzucie dyskiem 44,55 m (1934).